# Jumpstyle

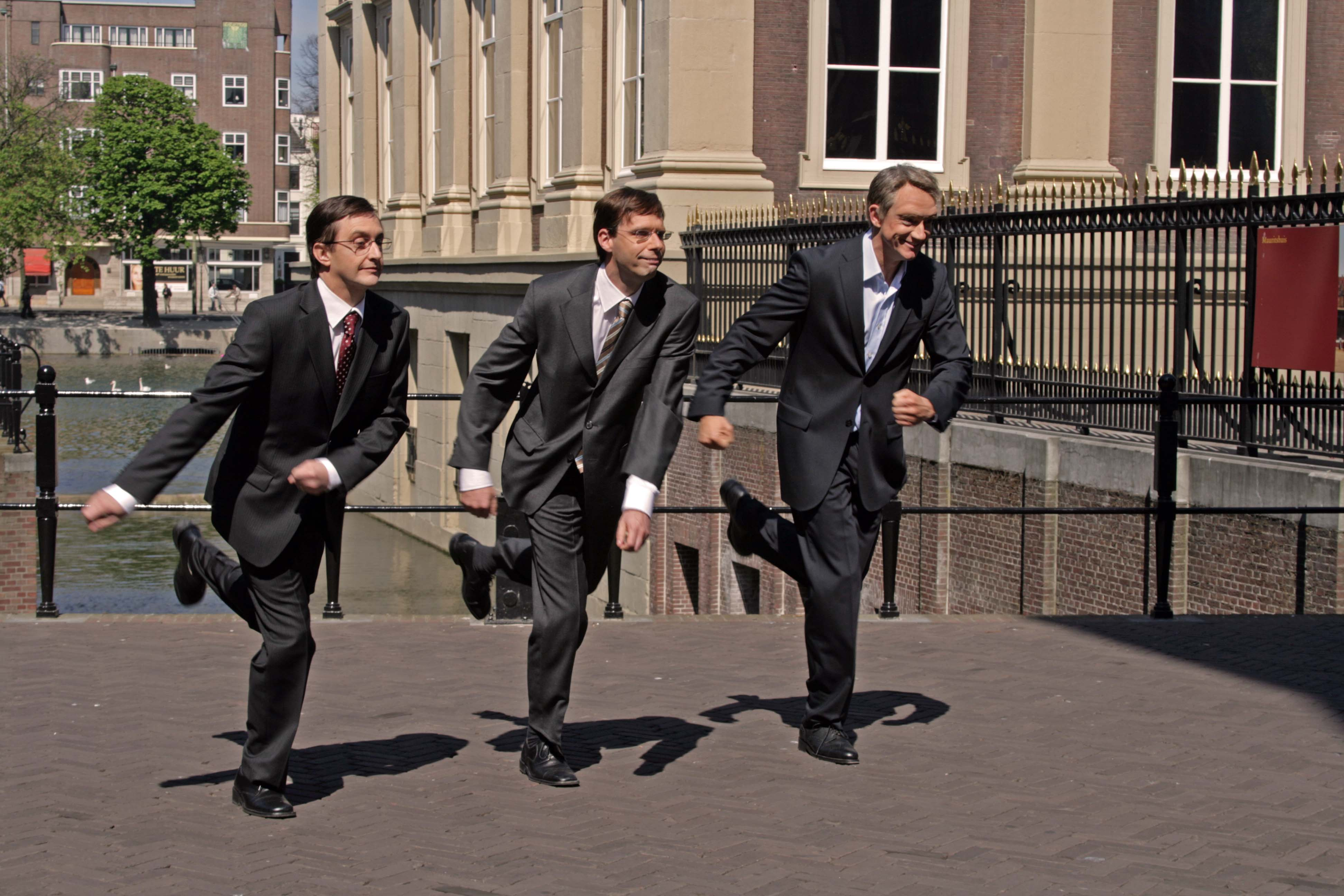
Drei „Jumper“

Jumpstyle (engl. jump „springen“ und style „Stil“) ist ein elektronischer Musikstil sowie ein dazugehörender Tanzstil.

## Musik
Jumpstyle bezeichnet einen Stil der elektronischen Tanzmusik, der in Arrangement und Melodie relativ minimal gehalten ist – ähnlich dem Newstyle, der sich in Chicago entwickelte. Charakteristisch für viele Jumpstyle-Tracks sind 140–160 BPM und des Öfteren Offbeats (vgl. Hardstyle). Viele Tracks enthalten auch Hardcore-Techno-Beats, die aber nicht zwingend notwendig sind, um sie als „Jumpstyle“ zu klassifizieren.
Der heutige Jumpstyle bezeichnet eine eigene Szene und ist vor allem in den Niederlanden, Österreich, Belgien, Frankreich, Italien, Polen und in Deutschland erfolgreich.

## Tanzstil und Choreografie
Getanzt wird einzeln oder in Gruppen, indem die Beine im Rhythmus während des Springens nach vorne und hinten geworfen bzw. gekickt werden. Drehungen sind oft auch dabei. Meist wird mit mehreren Personen getanzt, wobei die Tänzer entweder im sogenannten „Duo-Jump“ nebeneinander gleiche Schritte ausführen oder sich im „Duo-Kick“ gegenüberstehen und beim „Jumpen“ synchron mit den Füßen aneinanderanstoßen können. Das Berühren der anderen Tänzer durch unachtsame Tanzschritte ist mit Ausnahme des „Duo-Kicks“ jedoch verpönt. Der Duo- oder Group-Jump (synchrones, choreografiertes Tanzen in einer größeren Gruppe) stellt hierbei die schwierigste Tanzart dar. Ebenso kann aber auch in einer Gruppe „Freestyle“ getanzt werden, wobei keine Choreografie oder Schrittfolge vorgegeben sind.

## Kommerzialisierung
Populär wurde der Stil durch das Internet, da viele „Jumper“ ihre Videos in Videoportalen und auf ihren eigenen Websites veröffentlichten. Hier werden auch Anleitungen für Neueinsteiger und Amateure veröffentlicht, die meist eine einheitliche Schrittfolge zum „Jumpen“, aber auch spezielle Drehungen und andere Techniken anschaulich erklären. Als bekanntestes Jumpduo gilt Patrick Jumpen. Patrick Mantinezz, der Gründer von Patrick Jumpen, ist der Gewinner des „jumping is not a crime“-Wettbewerbs und weiterer Jump-Wettbewerbe. Patrick Jumpen produzieren außerdem ihre eigene Jumpstylemusik und haben eine DVD über Jumpstyle gedreht, die Goldstatus erreichte.
Seit der hohen Verbreitung von Jumpstyle damals war eine deutliche Kommerzialisierung des Musikstils zu erkennen (vgl. Hands up), was bereits in der Vergangenheit auch in anderen Bereichen der elektronischen Musik zu beobachten war. Der auffällige Tanzstil wird von vielen auch zu anderen Musikgenres getanzt. Ebenso konnte man diesen auch immer häufiger in Innenstädten und anderen Orten außerhalb der Diskothek beobachten. Es wurden sogar Jumpmeetings geplant und organisiert.
Das bisher größte Treffen Deutschlands, die Jumpsession Bremen Vol. 6 mit einer Anzahl von 321 Jumpern, fand am 7. März 2009 in Bremen statt.
Das mit Abstand größte Treffen der Welt wurde in Biddinghuizen abgehalten, dort versammelten sich knapp 8000 Jumper.
Am 9. Februar 2008 fand die erste offizielle deutsche Meisterschaft im Jumpstyle in Georgsmarienhütte statt, bei der mehr als 160 Teilnehmer in den Kategorien Solo, Duo und Gruppe gegeneinander antraten.

## Stiltypische Tracks
- DJ Da Rick –  Attention
- DJ Mystery – Punani
- DJ Coone – The Return
- Vorwerk – Vietnam (auch Cambodia)
- DJ Fox feat. Chicago Zone – Just a Melody
- Chicago Jaxx – Dirty Bitch (Felix Project Remix)
- Major Bryce & Eddy Kin – Spider (Original Mix)
- Marc Acardipane feat. The Ultimate MC – Liquer Forever
- DJ Massiv vs. The Rebel – Maniac (Chicago Zone Remix)
- DJ Furax vs. Redshark – Big Orgus 2006 (DJ Massiv vs. The Rebel Remix)
- ItaloBrothers – Stamp On The Ground
- Hyperdrive – Brain Confusion
- DJ Gyrotta Zao – Valeria Bounze